# Навабад
Навабад (Новабад, тадж. Навобод) — посёлок городского типа в Раштском районе Таджикистана. Расположен в долине реки Сурхоб.
До 1950 года был кишлаком и носил название Шульмак. В 1950 году кишлак был преобразован в город Новабад. С 1950 по 1955 году был центром Гармской области Таджикской ССР. В 1959 году утратил статус города и стал посёлком городского типа. По данным БСЭ в посёлке имелись коконосушилка и педагогическое училище.

## Население
| 1959 | 1970 | 1979 | 1989 | 2013 | 2015 | 2019 | 2020 | 2021 | 2022 |
| ---- | ---- | ---- | ---- | ---- | ---- | ---- | ---- | ---- | ---- |
| 4856 | 3108 | 3718 | 4236 | 4700 | 5000 | 5400 | 5500 | 5500 | 5600 |